# Chatham-szigeteki csigaforgató
A chatham-szigeteki csigaforgató (Haematopus chathamensis) a madarak osztályának lilealakúak (Charadriiformes) rendjébe, ezen belül a csigaforgatófélék (Haematopodidae) családjába tartozó faj.

## Rendszerezése
A fajt Ernst Hartert német ornitológus írta le 1927-ben, az európai csigaforgató (Haematopus ostralegus) alfajaként Haematopus ostralegus chathamensis néven.

## Előfordulása
Új-Zélandhoz tartozó Chatham-szigetek tengerpartjain honos. Természetes élőhelyei a sziklás, kavicsos  és homokos partvidékek. Állandó, nem vonuló faj.

## Megjelenése
Testhossza 49 centiméter,  hím átlagos testtömege 540 gramm, a tojóé 640 gramm. 

## Szaporodása
|  |

## Természetvédelmi helyzete
Az elterjedési területe rendkívül kicsi, egyedszáma 250 alatti és csökken. A Természetvédelmi Világszövetség Vörös listáján veszélyeztetett fajként szerepel.